# NHK財団
一般財団法人NHK財団（エヌエイチケイざいだん）は、日本放送協会（NHK）の外縁事業を手掛ける関連団体。
一般財団法人格となっていた4つの関連団体を統合し、2023年4月1日に発足した。

## 概要
NHKでは長年、業務の肥大化と関連団体の整理が大きな課題となっていた。
NHKが2021年度に策定した、2021–2023年度の中期経営計画案においては、NHKの関連団体のうち、株式会社形態で運営している番組制作関連の5団体に中間持株会社を設立（NHKメディアホールディングス）するとともに、財団法人などの一般・公益法人を統合することが盛り込まれていた。
そこで2023年4月1日に、一般財団法人NHKサービスセンターを母体とし、NHKインターナショナル、NHKエンジニアリングシステム、NHK放送研修センターの3一般財団法人を吸収合併する形で発足した。法人の完全同一化によってガバナンス強化や、業務の効率化を図るとしている。
旧NHKサービスセンターが担当していた書籍・雑誌、語学番組の連動型CDについては、一部別法人の株式会社NHK出版と業務内容が重複しているが、継続して発行している。
また傘下に、公益財団法人のオーケストラの団体・NHK交響楽団を子団体として統合させた。NHK交響楽団は公益法人の独自性を保つため、NHK財団傘下の団体として法人格を維持する。

## 組織
新生NHK財団では事業ごとに事業本部制度が導入され、業務が明確に区分された。
概ね旧法人の事業を引き継ぐ形とはなったが、旧NHK放送研修センターに関しては内部に設けられていた「日本語センター」の位置付けが曖昧になっていたことから、研修事業とそれ以外の事業とが明確に分けられた。
旧「日本語センター」の事業は「社会貢献事業」として「研修事業」から分離され、組織名も「ことばコミュニケーションセンター」に改められた。加えて事業合理化の一環として、通信添削講座も廃止された。
組織としては理事長の下に経営企画室、管理本部と以下の5事業本部を置く。
広報・広聴事業本部
母体となった旧「（一財）NHKサービスセンター」の事業を引き継いだほか、「NHK放送博物館」「NHK（渋谷）ホール」「NHKプラスクロスSHIBUYA」といった首都圏局直轄管内の展示等施設運営や視聴者対応業務の一部も担当。
国際事業本部
概ね旧「（一財）NHKインターナショナル」の事業を引き継いだ。
技術事業本部
概ね旧「（一財）NHKエンジニアリングシステム」の事業を引き継いだ。
研修事業本部
旧「（一財）NHK放送研修センター」の事業のうち、「初任者研修」を含むNHKグループ全従業員の研修業務、並びに民放を含む他社の研修業務受託に係る事業を引き継いだ。
社会貢献事業本部
旧「（一財）NHK放送研修センター」の事業のうち、旧「日本語センター」改め「ことばコミュニケーションセンター」に係る事業を、通信添削講座を除いて引き継いだ。